# Демуринська селищна рада
Дему́ринська се́лищна ра́да — адміністративно-територіальна одиниця та орган місцевого самоврядування в Межівському районі Дніпропетровської області. Адміністративний центр — селище міського типу Демурине.

## Загальні відомості
- Населення ради: 2 312 особи (станом на 2001 рік)

## Населені пункти
Селищній раді підпорядковані населені пункти:
- смт Демурине
- с. Василівка
- с. Володимирівка

## Склад ради
Рада складається з 16 депутатів та голови.
- Голова ради: Загорулько Катерина Іванівна
- Секретар ради: Прищіп Тетяна Іванівна

### Керівний склад попередніх скликань
| Прізвище, ім'я, по батькові  | Основні відомості                                                                            | Дата обрання | Дата звільнення |
| ---------------------------- | -------------------------------------------------------------------------------------------- | ------------ | --------------- |
| Дудник Василь Олександрович  | Селищний голова, 1979 року народження, член Соціал-демократичної партії України (об'єднаної) | 26.03.2006   | 01.02.2008      |
| Зінченко Юрій Григорович     | Селищний голова, 1950 року народження, член Всеукраїнського об'єднання «Батьківщина»         | 01.06.2008   | 31.10.2010      |
| Загорулько Катерина Іванівна | Селищний голова, 1966 року народження, освіта вища, член Партії регіонів                     | 31.10.2010   |                 |

Примітка: таблиця складена за даними сайту Верховної Ради України

### Депутати
За результатами місцевих виборів 2010 року депутатами ради стали:

#### За суб'єктами висування
| Суб'єкт висування                                       | Кількість обраних депутатів | %    |
| ------------------------------------------------------- | --------------------------- | ---- |
| Політична партія Всеукраїнське об'єднання «Батьківщина» | 6                           | 37,5 |
| Партія регіонів                                         | 5                           | 31,3 |
| Комуністична партія України                             | 2                           | 12,5 |
| Народна партія                                          | 2                           | 12,5 |
| Самовисування                                           | 1                           | 6,3  |

#### За округами
| № округу                                                | Прізвище, ім'я, по батькові      | Дата визнання обраним | Освіта  | Партійна приналежність                        | Відомості про обраного депутата                                    |
| ------------------------------------------------------- | -------------------------------- | --------------------- | ------- | --------------------------------------------- | ------------------------------------------------------------------ |
| Комуністична партія України                             |                                  |                       |         |                                               |                                                                    |
| 12                                                      | Білик Володимир Миколайович      | 01.11.2010            | середня | член Комуністичної партії України             | ТОВ «Нива ПГК», агроном                                            |
| 15                                                      | Макарюк Микола Миколайович       | 01.11.2010            | середня | позапартійний                                 | ТОВ «Нива ПГК», бригадир                                           |
| Народна Партія                                          |                                  |                       |         |                                               |                                                                    |
| 10                                                      | Лобода Людмила Анатоліївна       | 01.11.2010            | вища    | член Народної партії                          | РКЗО «Демуринська загальноосвітня школа І-ІІ ст.», вчитель         |
| 16                                                      | Погоріла Віра Іванівна           | 01.11.2010            | середня | член Народної партії                          | СКЗК «Василівський клуб», директор                                 |
| Партія регіонів                                         |                                  |                       |         |                                               |                                                                    |
| 1                                                       | Пархоменко Наталія Олександрівна | 01.11.2010            | середня | член Народної партії                          | тимчасово не працює                                                |
| 2                                                       | Стрікалов Вадим Іванович         | 01.11.2010            | середня | член Партії регіонів                          | СКЗК «Демуринський клуб», директор                                 |
| 11                                                      | Корчик Олена Григорівна          | 01.11.2010            | середня | позапартійна                                  | Демуринська селищна рада, землевпорядник                           |
| 13                                                      | Огієнко Тамара Олексіївна        | 01.11.2010            | середня | член Партії регіонів                          | Володимирівський ФП, завідувачка                                   |
| 14                                                      | Дудник Лілія Борисівна           | 01.11.2010            | вища    | член Партії регіонів                          | РКЗО «Володимирівська загальноосвітня школа I-III ст.», вчитель    |
| Політична партія Всеукраїнське об'єднання «Батьківщина» |                                  |                       |         |                                               |                                                                    |
| 4                                                       | Плис Валентина Миколаївна        | 01.11.2010            | середня | член Всеукраїнського об'єднання «Батьківщина» | КЗО "Демуринський дошкільний навчальний заклад «Сонечко», директор |
| 5                                                       | Дейнега Оксана Володимирівна     | 01.11.2010            | вища    | позапартійна                                  | РКЗО «Демуринська загальноосвітня школа І-ІІ ст.», вчитель         |
| 6                                                       | Гук Олена Володимирівна          | 01.11.2010            | середня | член Всеукраїнського об'єднання «Батьківщина» | ПП Дейнега, реалізатор                                             |
| 7                                                       | Лях Світлана Василівна           | 01.11.2010            | середня | член Всеукраїнського об'єднання «Батьківщина» | ТОВ «Нива ПГК», завідувачка олійниці                               |
| 8                                                       | Дейненга Ольга Ярославівна       | 01.11.2010            | середня | член Всеукраїнського об'єднання «Батьківщина» | СКЗК «Демуринська бібліотека», директор                            |
| 9                                                       | Прищіп Тетяна Іванівна           | 01.11.2010            | середня | позапартійна                                  | Демуринська селищна рада, спеціаліст по субсидіях                  |
| Самовисування                                           |                                  |                       |         |                                               |                                                                    |
| 3                                                       | Лоїк Ольга Анатоліївна           | 01.11.2010            | вища    | позапартійна                                  | пенсіонерка                                                        |